# Pivdenne
Pivdenne (in ucraino Південне?; in russo Пивденное?, Pivdennoe) è una città ucraina (7 319 abitanti)  posta nella parte orientale dell'Ucraina, situata nel distretto di Charkiv, nell'oblast' di Charkiv. Ospita l'amministrazione della comunità territoriale di Pivdenne, una delle comunità territoriali dell'Ucraina.
Questa città è stata fondata nel 1906 con il nome di Južnyj in russo Южный?.